# 海因茨·里希特
海因茨·里希特（德語：Heinz Richter，1947年7月24日—），德国男子自行车运动员。他曾代表东德参加1968年和1972年夏季奥林匹克运动会自行车比赛，其中1972年奥运会获得一枚银牌。